# 大衛·卡尼
大衛·卡尼（英語：David Carney，1983年11月30日—）是一名澳洲職業足球員，擔任左路球員，現效力澳洲職業足球聯賽球隊紐卡索。

## 生平
大衛·卡尼在年僅16歲時加盟愛華頓，在青年隊及預備隊上陣，當時陣中尚有朗尼，曾晉級2002年英格蘭足總青年盃決賽。在不獲確保合約後，他於2003年離隊，在短暫效力奧咸、哈利法克斯城（Halifax Town）及咸美顿後，返回澳洲加盟新成立的悉尼FC。
2007年8月4日重返英格蘭，加盟英冠球會。2009年1月28日獲外借到诺里奇城直到球季結束，獲得9場上陣機會。球季結束後被錫菲聯置於出售名單，於2009年8月27日轉投荷甲球會川迪。
在荷蘭逗留一年後，於2010年9月1日重返英格蘭加盟新升班英超的黑池，轉會費沒有透露，簽訂一年合約，可優先再續一年。

## 外部連結
- 足球数据库：大衛·卡尼的球员统计数据
- 錫菲聯 球員資料
- FFA - Socceroo profile
- Oz Football profile（页面存档备份，存于）